# Thurloe Square
Thurloe Square è una piazza del quartiere di South Kensington, a Londra.
Nel centro della piazza ci sono dei giardini privati, dove solo i residenti di Thurloe Square possono entrare. Vicino alla piazza c'è il Victoria and Albert Museum. La fermata della Tube più vicina è quella di South Kensington.
Il nome dalla piazza deriva da John Thurloe, un assistente di Oliver Cromwell, il quale fu proprietario di quell'area nel XVII secolo.
Alcuni edifici sulla piazza sono stati progettati dall'architetto inglese George Basevi.